# Muck
Muck – wieś w Armenii, w prowincji Sjunik. W 2011 roku liczyła 324 mieszkańców.